# The New 52

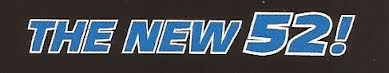
Kennzeichnung der Comichefte

Bei The New 52 (dt. „Die neuen 52“) handelte es sich um einen Neustart fast sämtlicher Comic-Serien des US-amerikanischen Verlages DC Comics. Im englischsprachigen Raum wurde diese Veränderung im August 2011 durchgeführt. Die Veröffentlichung der deutschsprachigen Ausgaben begann im Juni 2012.

## Entstehungsgeschichte und Verlauf
Die amerikanische Miniserie Flashpoint (2011) schuf die erzählerische Grundlage für den Neustart fast aller Superheldenserien von DC Comics. Die Geschichten der drei Labels DC, Vertigo und WildStorm spielen nun im selben Comicuniversum.
Der Neustart erfolgte in einer ersten Welle (First Wave) für sämtliche Titel zeitgleich und wurde durch eine Neunummerierung der entsprechenden Titel von 1 an markiert. Die Zahl der monatlichen Titel wurde auf 52 festgelegt, wobei diese Zahl in der Vergangenheit bereits im Rahmen der wöchentlichen Reihe 52 (2006/2007) eine Rolle spielte. Neben Serien zu klassischen Figuren des Verlages – Batman, Superman, Wonder Woman – erschienen auch vollständig neue Titel wie Justice League Dark.
Einige der Serien wurden bereits nach wenigen Ausgaben wieder eingestellt (z. B. Blue Beetle/16 Ausgaben oder Justice League International/12 Ausgaben) und durch neue Serien weiterer Veröffentlichungswellen (bisher zweite bis vierte Welle) ersetzt (z. B. G.I. Combat/Zweite Welle oder The Phantom Stranger/Dritte Welle).
Nicht betroffen vom Neustart waren die Nicht-Superheldentitel des Verlages.

## Bedeutung im DC-Universum
Da das DC-Universum im Rahmen des Neustarts die Möglichkeit bekam, bei „Null“ (bzw. einer Nummer 1) zu beginnen, änderten sich komplette Handlungs- und Zeitstränge. Außerdem wurden zum Teil neue Vorgeschichten geschrieben. So ist die Justice League kein staatlicher Bund aus Superhelden, sondern eher eine lose Vereinigung von Superwesen, die alle mit dem gleichen Problem umgehen müssen, nämlich, dass die Welt sie als Bedrohung sieht. In den ersten neuen Ausgaben sind erst fünf Jahre seit dem ersten Auftauchen von Superhelden vergangen und die Politik weiß noch nicht wirklich, wie sie mit ihnen umgehen soll – so gründet etwa die UN als Counterpart zur Justice League eine Justice League International, die unter ihrer Kontrolle steht.
Die Kontinuität der Batman-verwandten Titel entspricht zum Großteil der bereits vorher etablierten. Allerdings wurden die Geschichten von Stephanie Brown und Cassandra Cain als Batgirls gelöscht, während die zuvor nicht zum Kanon zählende Carrie Kelley nun in diesen aufgenommen wurde.
Zudem sind Clark Kent (Superman) und Lois Lane nicht verheiratet oder befreundet, und er beginnt eine Beziehung zu Wonder Woman. Clarks Adoptiveltern sind im neuen Universum verstorben. Die Hintergrundgeschichten u. a. von Starfire, Guy Gardner und Tim Drake wurden signifikant verändert.

## Deutschsprachige Veröffentlichungen
Im deutschen Raum erscheinen ausgewählte Serien des Neustarts, verantwortlich dafür ist Panini Comics aus Stuttgart. Einen Schwerpunkt bilden die fünf Hauptserien Batman, Batman: The Dark Knight, Superman, Green Lantern und Justice League. Diese erscheinen als monatliche Heftserien, jeweils beginnend mit einer Nummer 1. Andere Serien wie Animal Man, Catwoman oder Red Lanterns erscheinen in Form von Sonderbänden etwa zweimal im Jahr. Für die „Nullnummern“ (#0 der Serien) gab es zum Teil Spezialausgaben.
Die Titel von bisher veröffentlichten US-Serien sind im Folgenden kursiv geschrieben. Im Rahmen von serienübergreifenden Geschichten (z. B. Die Nacht der Eulen) kommen auch einzelne Ausgaben weiterer Serien zur Veröffentlichung.

### Monatlich erscheinende Hefte
- Batman[2] ab 12. Juni 2012. Das Heft beinhaltet zunächst Ausgaben der US-Serie Detective Comics, ab der Nummer 5 folgt auch der Cover-Comic; im Strichcode-Fenster auf der Heftvorderseite führt Panini die Zählung der vorherigen Batmanreihe beginnend mit Nummer 66 fort
- Green Lantern[2] ab 12. Juni 2012. Das Heft beinhaltet neben dem Cover-Comic die US-Serie Green Lantern Corps
- Superman[2] ab 12. Juni 2012. Das Heft beinhaltet die Abenteuer Supermans in der US-Serie Action Comics, dazu kommt die US-Serie Supergirl
- Batman: The Dark Knight[2] ab 26. Juni 2012. Das Heft beinhaltet neben dem Cover-Comic die US-Serie Nightwing
- Justice League[2] ab 26. Juni 2012. Das Heft beinhaltet neben dem Cover-Comic eine Ausgabe der Teen Titans

| - The Flash ab 12. Juni 2012 - Aquaman ab 26. Juni 2012 - Batgirl ab 26. Juni 2012 - Catwoman ab 26. Juni 2012 - Red Lanterns ab 10. Juli 2012 - Justice League International ab 10. Juli 2012 - Batwoman ab 7. August 2012 - Batman & Robin ab 25. September 2012 - Superboy ab 25. September 2012 - Wonder Woman ab 9. Oktober 2012 - Firestorm ab 6. November 2012 - Erde 2 ab 26. März 2013 - Worlds’ Finest ab 23. April 2013 - Justice League Dark ab 12. Juni 2012 - Animal Man ab 24. Juli 2012 - Swamp Thing ab 11. September 2012 - Ich, der Vampir ab 20. November 2012 - Superagent Frankenstein ab 15. Januar 2013 - Dial H - Bei Anruf Held ab 23. April 2013 |

### DC-Megabände
- Hawkman[10] ab 19. März 2013
- Red Hood und die Outlaws[11] ab 28. Mai 2013
- Suicide Squad[12] ab 25. Juni 2013
- Green Arrow[13] ab 23. Juli 2013
- Batwing[14] ab 17. September 2013

### Sonderbände
Während die normalen Heftserien in Deutschland mit einer Nummer 1 starten, folgen die Sonderbände von Superman (mit #52, ab 21. August 2012), Green Lantern (mit #31, ab 21. August 2012), Batman (mit #38, ab 23. Oktober 2012) und Batman Incorporated (mit #3, ab 7. Mai 2013) ihrer vorherigen Nummerierung. Die Batman-Sonderbände beinhalten in sich abgeschlossene Kurzgeschichten, die z. B. im neuen Universum spielen, aber nicht als dessen Bestandteil gekennzeichnet sind. Die Superman-Sonderbände enthalten die US-Serie Superman, die Green Lantern-Sonderbände enthalten die US-Serie Green Lantern: New Guardians und die Batman Incorporated-Sonderbände die US-Serie Batman Incorporated.

## Weitere Entwicklung
Marvel Comics, der Konkurrent von DC Comics auf dem Comicmarkt, führte mit Marvel NOW! einen vergleichbaren Neubeginn seiner Comicgeschichten ein Jahr später im Herbst 2012 durch.
Im Mai 2016 wurden nach 52 Monaten alle Comicreihen von DC im Rahmen des DC Rebirth wieder auf Null gesetzt und neu gestartet, wobei die Serien Action Comics und Detective Comics bei der ursprünglichen Nummerierung (aber um 52 Nummern weiter) fortsetzten.